# 大伴田麻呂
大伴 田麻呂（おおとも の たまろ、生没年不詳）は、奈良時代の貴族。官位は従五位下・土左守。

## 経歴
淳仁朝の天平宝字6年（762年）従五位下に叙爵し、翌天平宝字7年（763年）参河守に任官する。しかし、天平宝字8年（764年）藤原仲麻呂の乱が発生すると、連座して官位を剥奪された。なお、三河守の後任は孝謙上皇側について功労があった伊勢老人が任ぜられている。
光仁朝の宝亀2年（771年）罪を赦されて本位（従五位下）に復し、宝亀5年（774年）土左守に任ぜられている。

## 官歴
『続日本紀』による。
- 時期不詳：正六位上
- 天平宝字6年（762年） 正月4日：従五位下
- 天平宝字7年（763年） 7月14日：参河守
- 天平宝字8年（764年） 9月?：官位剥奪（藤原仲麻呂の乱連座）
- 宝亀2年（771年） 11月24日：復本位（従五位下）
- 宝亀5年（774年） 3月5日：土左守